# Tim Gerresheim
Timothäus „Tim“ Gerresheim (ur. 24 lutego 1939 w Berlinie) – niemiecki florecista, brązowy medalista olimpijski i srebrny medalista mistrzostw świata.

## Kariera sportowa
Na igrzyskach olimpijskich w Rzymie w 1960 roku Wspólna Reprezentacja Niemiec w składzie: Jürgen Brecht, Tim Gerresheim, Eberhard Mehl i Jürgen Theuerkauff zdobyła brązowy medal w zawodach drużynowych. W zawodach indywidualnych odpadł w ćwierćfinałach. Na rozgrywanych cztery lata później igrzyskach olimpijskich w Tokio był piąty drużynowo i szósty indywidualnie. Brał też udział w igrzyskach olimpijskich w Meksyku w 1968 roku, zajmując szóste miejsce drużynowo i siedemnaste indywidualnie.
Podczas mistrzostw świata w Budapeszcie w 1959 roku wspólnie z Jürgenem Brechtem, Dieterem Schmittem, Jürgenem Theuerkauffem i Manfredem Urschelem zdobył drużynowo srebrny medal.
Po zakończeniu kariery został trenerem i prowadził szkołę szermierki w Hamburgu.